# Stictoleptura gevneensis
Stictoleptura gevneensis är en skalbaggsart som beskrevs av Huseyin Özdikmen och Turgut 2008. Stictoleptura gevneensis ingår i släktet Stictoleptura och familjen långhorningar. Inga underarter finns listade i Catalogue of Life.